# SAPIX中学部
SAPIX中学部（サピックスちゅうがくぶ）は、小学5年生～中学3年生の難関高校受験を対象とした高校受験塾。1989年設立。2011年10月1日より代々木ゼミナールのグループ会社「株式会社日本入試センター」が経営母体となっている。

## 歴史
1989年6月にTAP進学教室などから講師が独立し「株式会社サピエンス研究所」を設立。2007年度より、株式会社サピエンス研究所では、大学受験のNEXUS部門をSAPIX高校部と改称している（現在では、高校部は「Y-SAPIX高校生コース」として独立している）。
2011年10月には全株式が代々木ゼミナールの関連会社である株式会社日本入試センターに譲渡された。

## 授業・教材
テキストは自社正社員による製作である。
主な公開模試は実力診断サピックスオープン、志望校診断サピックスオープン、学校別サピックスオープンである。
3年は前期にGS特訓(ゴールデンウィーク・サピックス)など、2年・3年は後期にSS特訓(サンデー・サピックス)などを受けられる。更に受験期直前の3年に対して、正月特訓や元日K特訓(慶女、開成志望者が対象)が用意されている。

## 指導体制・方針
基本的に各講師が1科目を担当する科目選科制をとっている（教師数の問題から複数科目を担当する講師もある）。また、科目ごとに専任正社員講師が分担して直接自社テキストを製作をしている。
小学5,6年生は算国は45分授業、英語は60分授業。
週1(6年生のみ理社が受講可能なため、理社受講者は週2)。
中学１年生は75分授業（理社は60分授業）。
5科目の場合は週3。授業時間は週7時間。　
3科目の場合は週2。授業時間は週5時間。
中学2年生は75分授業（理社は60分授業）
5科目の場合は週4。授業時間は週9.5時間。　
3科目の場合は週3。授業時間は週7.5時間。
中学3年生は150分授業(理社は75分授業)。5科目の場合も3科目の場合も週3。授業時間は週11時間。

### Y-SAPIX
SAPIX中学部を経営しているサピエンス研究所が経営している中高一貫校生向けの大学受験対策塾である。2006年度から始まった。1つの授業に2人の教師がついているという授業方針を取り入れている。
2011年3月に「Y-SAPIX中学部」として独立し、現在は「Y-SAPIX 中高一貫・中学生コース」として展開している。

## 校舎
- 東京都　　：東京校（東日本橋駅など）・お茶の水校・荻窪校・三鷹校・国立校・渋谷校・自由が丘校・大井町校・成城校・明大前校・調布校・高田馬場校・練馬校・成増校・田無校・町田校
- 神奈川県　：横浜校・たまプラーザ校
- 埼玉県　　：南浦和校・大宮校
- 千葉県　　：松戸校・柏校・西船校・新浦安校
- オンライン：オンライン校